# Tester trzeźwości

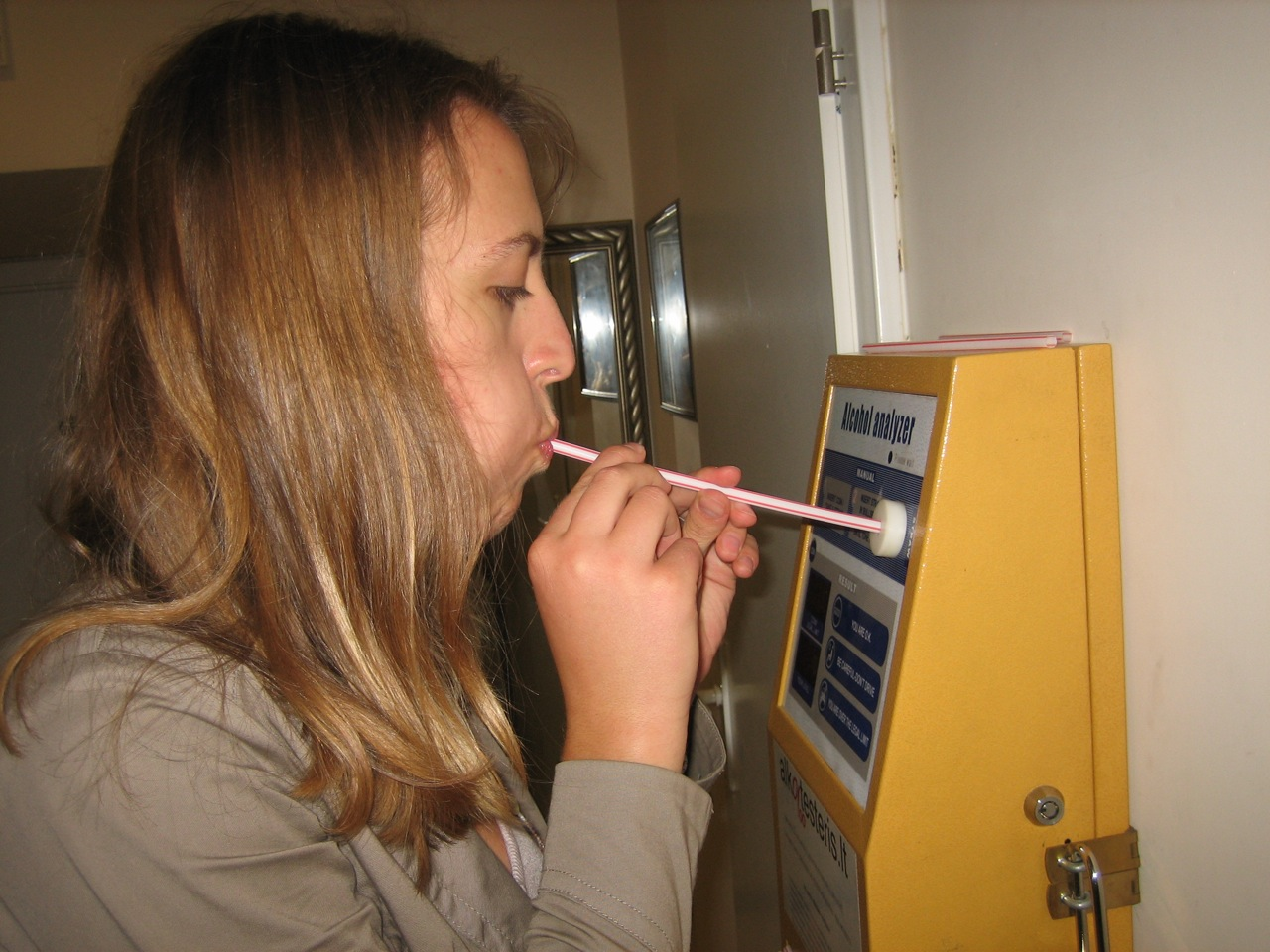
Użycie testera trzeźwości.

Tester trzeźwości – urządzenie służące do określania ilościowej zawartości alkoholu w wydychanym powietrzu za pomocą tzw. promili [‰]. Zostało wynalezione przez Rollę N. Hargera, lekarza z Indianapolis, który opatentował je w 1958 roku. Popularna nazwa potoczna to alkomat.
Sercem alkomatu, które odpowiada za prawidłową pracę, jest sensor. W zależności od użytego sensora rozróżnić można alkomaty elektrochemiczne i alkomaty półprzewodnikowe.
Alkomaty półprzewodnikowe są najpowszechniejsze wśród odbiorców indywidualnych ze względu na cenę. Są to najprostsze modele z sensorem półprzewodnikowym do badań ustnikowych. Wadą sensora półprzewodnikowego jest jego wrażliwość na substancje poboczne jak mentol czy dym papierosowy. Również podczas wykonywania badania zaraz po spożyciu alkoholu istnieje ogromne prawdopodobieństwo spalenia sensora. Wskazania tego typu alkomatów mają zazwyczaj dokładność do 0,0% bądź 0,00‰.
Alkomaty elektrochemiczne są urządzeniami profesjonalnymi wykorzystywane głównie przez policję oraz firmy. Sensor elektrochemiczny jest odporny na działanie substancji pobocznych, jak mentol, dym papierosowy czy kwasek cytrynowy. Główną różnicą między alkomatami jest dokładność wskazań oraz maksymalne, badane stężenie alkoholu w wydychanym powietrzu, które może być określone z dokładnością do 0,000‰. Ważną funkcją alkomatów elektrochemicznych jest możliwość przeprowadzenia pomiarów pasywnych w przypadku, gdy podejrzana osoba odmawia przeprowadzenia pomiaru bądź jest nieprzytomna. 
W celu zapewnienia prawidłowej pracy alkomatów niezbędne jest przeprowadzanie okresowych kalibracji, które w zależności od modelu powinny być wykonywane co 6-12 miesięcy bądź co 1500 pomiarów.

## Historia
Przed wprowadzeniem współczesnych alkomatów policja oraz inne służby mundurowe w wielu krajach rozwiniętych (np. Belgia, Szwecja, Dania) używały mobilnych, miniaturowych zestawów do pobierania krwi, w celu badania nietrzeźwości kierowców, maszynistów, motorniczych i sprawców wykroczeń.